# Over Jerstal
Over Jerstal es una localidad situada en el municipio de Haderslev, en la región de Dinamarca Meridional (Dinamarca), con una población estimada a principios de 2018 de unos 1107 habitantes.
Se encuentra ubicada al sur de la península de Jutlandia, cerca de la costa del mar Báltico.